# Bougnon
Bougnon és un municipi francès situat al departament de l'Alt Saona i a la regió de Borgonya - Franc Comtat. L'any 2007 tenia 487 habitants.

## Demografia

### Població
El 2007 la població de fet de Bougnon era de 487 persones. Hi havia 174 famílies, de les quals 21 eren unipersonals (13 homes vivint sols i 8 dones vivint soles), 68 parelles sense fills, 72 parelles amb fills i 13 famílies monoparentals amb fills.
La població ha evolucionat segons el següent gràfic:
Habitants censats

### Habitatges
El 2007 hi havia 196 habitatges, 180 eren l'habitatge principal de la família, 4 eren segones residències i 12 estaven desocupats. 177 eren cases i 18 eren apartaments. Dels 180 habitatges principals, 150 estaven ocupats pels seus propietaris i 31 estaven llogats i ocupats pels llogaters; 5 tenien dues cambres, 12 en tenien tres, 39 en tenien quatre i 124 en tenien cinc o més. 162 habitatges disposaven pel capbaix d'una plaça de pàrquing. A 66 habitatges hi havia un automòbil i a 108 n'hi havia dos o més.

### Piràmide de població
La piràmide de població per edats i sexe el 2009 era:
| Homes | Edats   | Dones |
| ----- | ------- | ----- |
| 0     | 95 o +  | 0     |
| 0     | 90 a 94 | 0     |
| 0     | 85 a 89 | 0     |
| 0     | 80 a 84 | 4     |
| 12    | 75 a 79 | 4     |
| 12    | 70 a 74 | 0     |
| 4     | 65 a 69 | 28    |
| 4     | 60 a 64 | 4     |
| 20    | 55 a 59 | 12    |
| 8     | 50 a 54 | 16    |
| 24    | 45 a 49 | 16    |
| 20    | 40 a 44 | 12    |
| 24    | 35 a 39 | 24    |
| 8     | 30 a 34 | 12    |
| 8     | 25 a 29 | 12    |
| 4     | 20 a 24 | 12    |
| 48    | 15 a 19 | 12    |
| 20    | 10 a 14 | 28    |
| 8     | 5 a 9   | 20    |
| 12    | 0 a 4   | 20    |

## Economia
El 2007 la població en edat de treballar era de 333 persones, 250 eren actives i 83 eren inactives. De les 250 persones actives 233 estaven ocupades (121 homes i 112 dones) i 17 estaven aturades (6 homes i 11 dones). De les 83 persones inactives 36 estaven jubilades, 34 estaven estudiant i 13 estaven classificades com a «altres inactius».

### Ingressos
El 2009 a Bougnon hi havia 184 unitats fiscals que integraven 482 persones, la mediana anual d'ingressos fiscals per persona era de 19.499,5 €.

### Activitats econòmiques
Dels 14 establiments que hi havia el 2007, 5 eren d'empreses de construcció, 3 d'empreses de comerç i reparació d'automòbils, 2 d'empreses de transport, 1 d'una empresa immobiliària i 3 d'empreses de serveis.
Els 2 serveis als particulars que hi havia el 2009 eren electricistes.
L'any 2000 a Bougnon hi havia 10 explotacions agrícoles que ocupaven un total de 798 hectàrees.

## Equipaments sanitaris i escolars
El 2009 hi havia una escola elemental integrada dins d'un grup escolar amb les comunes properes formant una escola dispersa.

## Poblacions més properes
El següent diagrama mostra les poblacions més properes.